# S3 Trio
S3 Trio é uma família de processadores gráficos da S3, uma das mais vendidas de todos os tempos em aceleração gráfica 2D. Seu nome deriva da integração de três elementos, o núcleo de processamento, o RAMDAC e o gerador de freqüência, na empresa reunidos em um único chip pela primeira vez. As versões 64-bit são os chipsets de vídeo dedicado (não integrado em placa-mãe) mais vendidos da história da S3.

## Modelos
Os modelos Trio64 e 64V+ são baseados respectivamente nos chips Vision864 e Vision868, sendo basicamente suas versões integradas. A versão 64V+, assim como a 868, tem um sistema de aceleração de vídeo capaz de converter entre os formatos de cores YUV e RGB e redimensionar a imagem, ainda que de forma rudimentar, limitado a filtragem bilinear na horizontal. Diferente das Vision946/968, as Trios não tinham suporte a VRAM, sendo limitados a DRAM apenas. O núcleo de aceleração 2D foi usado mais tarde no processador S3 ViRGE.
O modelo Trio32 é uma versão econômica da 64 com barramento de memória de 32-bit.
Trio64V2 é uma atualização do modelo 64V+ que inclui filtragem bilinear na vertical. Seu acelerador 2D foi usado nos processadores ViRGE/DX e ViRGE/GX. Como nas ViRGEs correspondentes, as 64V2 eram oferecidas em versões /DX e /GX, de acordo com o tipo de memória compatível SDRAM ou SGRAM (em adição à SDRAM).
Um último modelo chamado Trio3D foi lançado, mas se tratava na verdade de um sucessor do processador ViRGE/GX2, cuja marca foi retirada do mercado devido à sua má reputação de desempenho.

## Integração
Os chipsets Trio eram de fabricação simples, preços competitivos e bom desempenho para a época e foram integrados em chipsets de placas-mãe e até em emuladores de PC, como uma peça padrão no programa Microsoft Virtual PC.